# Parque de Elche

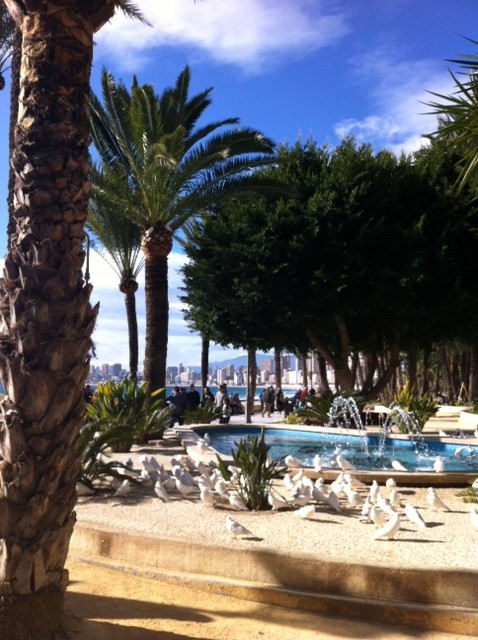
Vista del Parque de Elche en Benidorm (España).

El Parque de Elche es un céntrico parque urbano situado en la ciudad de Benidorm (España).
Está localizado en la zona centro de la ciudad, al final de la calle Colón, cerca del puerto de Benidorm y junto a la costa, en la playa de Poniente. 
Es lugar de paso obligado del paseo de esta playa de Benidorm. Su interior está repleto de palmeras y posee una explanada y una fuente.